# Münsterländchen
Münsterländchen is de naam van het min of meer zelfstandige gebied dat tijdens het ancien régime behoorde tot de Abdij van Kornelimünster.
Het gebied lag ten zuidoosten van het Rijk van Aken en heeft bestaan vanaf 817 als kroongoed van de abdij. In 1802, tijdens de Franse bezetting, werd het opgeheven. Sinds 1972 is het verdeeld over drie gemeenten: Aken, Stolberg en Roetgen.
Münsterländchen ligt in het stroomgebied van de Inde, in het voorland van de Eifel.
Münsterländchen moet niet verward worden met het, veel noordelijker, in Westfalen gelegen Münsterland.